# 羅易·羅易
路易士·科德羅或稱藝名羅易·羅易（英語：Louie Louie），是波多黎和美國音樂家和唱片製作人。在出道後的二十多年來，他推出了四張全長專輯，以及多張單曲，其中僅有〈安排坐在豪華圈中〉（Sittin' in the Lap of Luxury）和〈I Wanna Get Back With You〉這兩首歌登上《告示牌》百强单曲榜。
羅易偶爾會擔任演員，曾在瑪丹娜的MV《爱的极限》中飾演後者的男友，並曾於1991年電影《家庭派對2》（House Party 2）中飾演瑞克（Rick）一角。

## 音樂作品

### 專輯
- 《我要去的州》（The State I'm In，WTG，1990） 
  - 《告示牌》二百强專輯榜第136位[2]
- 《Let's Get Started》（華納兄弟，1993）
- 《Louie Cordero》（創傷，1996）
- 《Dance Love Work》（DLW，2002）

### 單曲
- 〈The Girl Who Seduced The World〉（1987）
- 〈安排坐在豪華圈中〉（Sittin' in the Lap of Luxury，1990） (1990) 
  - 《告示牌》百强单曲榜第19位[3]
- 〈I Wanna Get Back with You〉（1990）
  - 《告示牌》百强单曲榜第69位[3]
- 〈Rodeo Clown〉（1990）
- 〈The Thought of It〉（1993）
  - 英國第34位[1]
- 〈羅易兄弟〉（Brother Louie，1993）
- 〈Walk With Me〉（1993）
- 〈Don't Say You Love Me〉（1996）
- 〈Ain't No Woman (Like The One I've Got)〉（1996）
- 〈Mad Love〉（2002）